# 朝日茂保
朝日 茂保（あさひ しげやす、宝永2年2月17日（1705年3月12日） - 天明3年4月10日（1783年5月10日））は、江戸時代後期の松江藩の家老。朝日丹波とも呼ばれる。経世家とされることもある。
6代藩主・松平宗衍および7代藩主・松平治郷に仕え、特に治郷の代には、任命されて後に「御立派の改革」（おたてはのかいかく）と呼ばれる藩政改革を行った。後年は治郷から一字を与えられ郷保（さとやす）を名乗るなど、厚遇された:251。

## 経歴
朝日家は、代々松江藩の家老の家系であり、家禄は7000石であった。茂保は7歳で家督を継ぐと、享保20年（1735年)に中老になり、元文4年（1739年）には仕置役に就いた。
宗衍の代、松江藩は深刻な財政難に陥っており、中老の小田切尚足が主導して藩政改革が行われ、一定の効果は得られたものの、相次ぐ天災や藩内の改革反対派の盛り返しに遭い、宝暦10年（1760年）に幕命により比叡山延暦寺の修築などを担当したことで、藩財政は破綻状態となる。なお、延暦寺修復では小田切尚足と共に茂保が総奉行を務めている。
明和4年（1767年）に宗衍が治郷に家督を譲って隠居し、17歳の治郷が藩主に就く際に、当時60歳を超えていたにもかかわらず宗衍から後見役と仕置役への復帰を命じられる:229。
茂保は「御立派」（おたては）と呼ばれる新たな改革路線を打ち出すが、それは小田切が行っていた富裕商人や豪農との提携策を否定し、勧農抑商主義に立って藩の権威を確立させるものであった。茂保は、木綿や朝鮮人参・楮・櫨などの商品価値の高い特産品の栽培の推奨、防砂林事業や治水工事を行うと共に、藩外の商人から50万両におよぶ借金に対し利息を棒引きさせ元金のみを長期分割返済とすることを承諾させ、藩内からの借金は藩、個人の債務、債権を全て帳消しとした。併せて、藩札の使用禁止、村役人などの特権行使の停止や、それまで特権を貪っていた役人の人員整理や大量更迭、年貢の徴収を四公六民から七公三民にするといった厳しい倹約・引き締め政策を行った。これらの政策は、功を奏して藩の財政改革は成功した。『松江藩・出入捷覧』の記述によれば、明和4年（1767年）から天保11年（1840年）にかけて、松江藩は約50万両におよぶ債務を完済すると共に、｢御金蔵御有金｣と呼ばれる積立金を蓄積するまでになる:249。なお、天保年間には天保の大飢饉が発生したが、松江藩では御金蔵御有金もあったため、被害は最小限で済んでいる:249-250。
茂保は高齢を理由に度々辞職を願い出ているが、その都度慰留され、天明元年（1781年）にようやく隠居を許された:251。
また、茂保は著作『治国大本』にて、藩の財政危機の原因の大半は借金にあるとし、併せて高額な俸禄を得ている立場の為政者の責を問うている:246。
大正4年（1915年）、従五位を追贈された。